# Bokhoven
Bokhoven is een dorpje  aan de Maas met 300 inwoners, eens een zelfstandig graafschap en nu een van de kernen van de gemeente 's-Hertogenbosch, in de Nederlandse provincie Noord-Brabant. De gemeente 's-Hertogenbosch rekent Bokhoven tot stadsdeel Engelen.

## Geschiedenis
Archeologisch onderzoek heeft aangetoond dat er bij Bokhoven voor het eerst van bewoning sprake was in de 12e eeuw. De eerste vermelding in de archieven is uit 1307. In de 14e eeuw groeide Bokhoven langzaam uit tot een zelfstandige heerlijkheid doordat één familie alle heerlijkheidsrechten in handen kreeg. In 1363 noemde ene ridder Gijsbert Cocq zich als eerste "Heer van Bokhoven". Een vermoedelijk familielid van hem, Jan van Herlaar, droeg op 15 september 1365 Bokhoven als leen op aan de bisschop van Luik, waarbij zijn broer, Arnoud van Herlaar, leenman werd. Bokhoven onttrok zich zo aan de ambities van zowel de graven van Holland, als de hertogen van Brabant en Gelre. In diezelfde tijd werd er een kasteel gebouwd, vermoedelijk door Jan Oem van Arkel. Hoewel de heerlijkheid Bokhoven geen gebied van de Bourgondiërs was, koos in 1498 de toenmalige heer, Jan van der Aa, toch partij voor de Habsburgers tegen zijn eigen neef, Karel van Gelre. De Geldersen sloegen hard terug en verwoestten datzelfde jaar nog het hele dorp. De overlevering wil dat de herbouw daarna op een oostelijker plek plaatsvond, maar dat verhaal wordt niet door het bodemonderzoek bevestigd. Keizer Maximiliaan bevorderde Jan van der Aa tot ridder in de Orde van het Gulden Vlies en zijn heerlijkheid kreeg op 16 maart 1499 de rang van baronie.
Tijdens de Tachtigjarige Oorlog was de baronie Bokhoven neutraal gebied. Na het Beleg van 's-Hertogenbosch in 1629 werd het een katholieke enclave binnen Staats-Brabant, waar de uitoefening van de katholieke godsdienst werd onderdrukt. In Staats-Brabant was het niet mogelijk om de katholieke erediensten te houden, maar in Bokhoven bleef de mogelijkheid om de katholieke eredienst uit te oefenen, wat ervoor zorgde dat de katholieken uit 's-Hertogenbosch het kerkje als grenskerk gingen benutten, wat financieel zeer voordelig bleek voor het graafschap. Dit alles geschiedde ondanks pogingen van calvinistische predikanten om aan deze praktijk een einde te maken. Op 17 februari 1640 werd de baronie een vrij graafschap, met als eerste graaf Engelbert II van Immerzele.
In 1672 viel Lodewijk XIV de Republiek aan tijdens de Hollandse Oorlog. Hoewel het graafschap Bokhoven ook in deze strijd een neutraal gebied vormde, behorend tot het Heilige Roomse Rijk, bliezen de Franse troepen die 's-Hertogenbosch belegerden toch het kasteel op, zodat het geheel lecht in ruwiene. Het zou nooit meer herbouwd worden. De graven bleven wonen in de voorhof maar ook die verviel steeds meer.
In augustus 1794 trokken de Franse revolutionaire troepen, die zich van feodale grenzen al helemaal niets aantrokken, het graafschap binnen met veertig kanonnen. Per decreet van 1 oktober 1795 werd het bij Frankrijk ingelijfd, maar op 5 januari 1800 aan de Bataafse Republiek overgedragen. Vanaf dat moment behoorde Bokhoven tot Nederland en volgde de geschiedenis daarvan. Van graafschap werd het gebied tot gemeente. In 1922 werd deze samengevoegd met de gemeente Engelen. In 1944 liep het geallieerde offensief vast tegen de Maas; het dorp, op 5 november door de Britten bevrijd, lag vervolgens een half jaar lang in de frontlinie en werd - voor de derde keer in zijn geschiedenis - volledig verwoest, nu door de Duitse artillerie. Na enige aarzeling nam men na de oorlog de herbouw ter hand. Engelen, waar Bokhoven toe behoorde, werd op zijn beurt in 1971 geannexeerd door de gemeente 's-Hertogenbosch.

## Heden

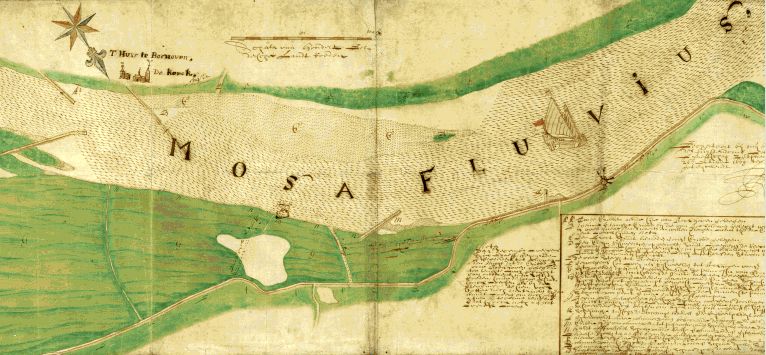
De Maas tussen Bokhoven (boven) en Ammerzoden, 1669

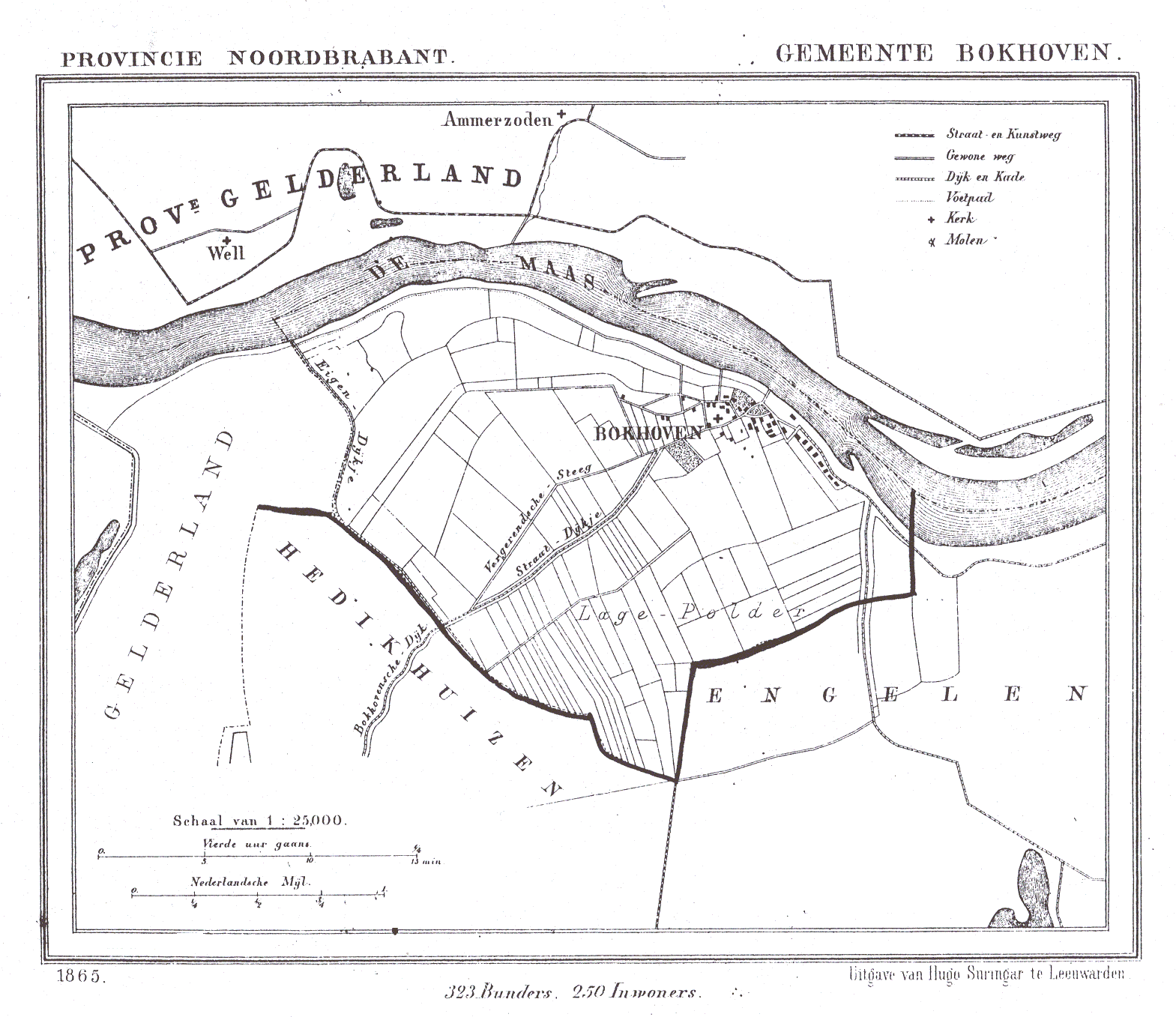
Bokhoven in 1865

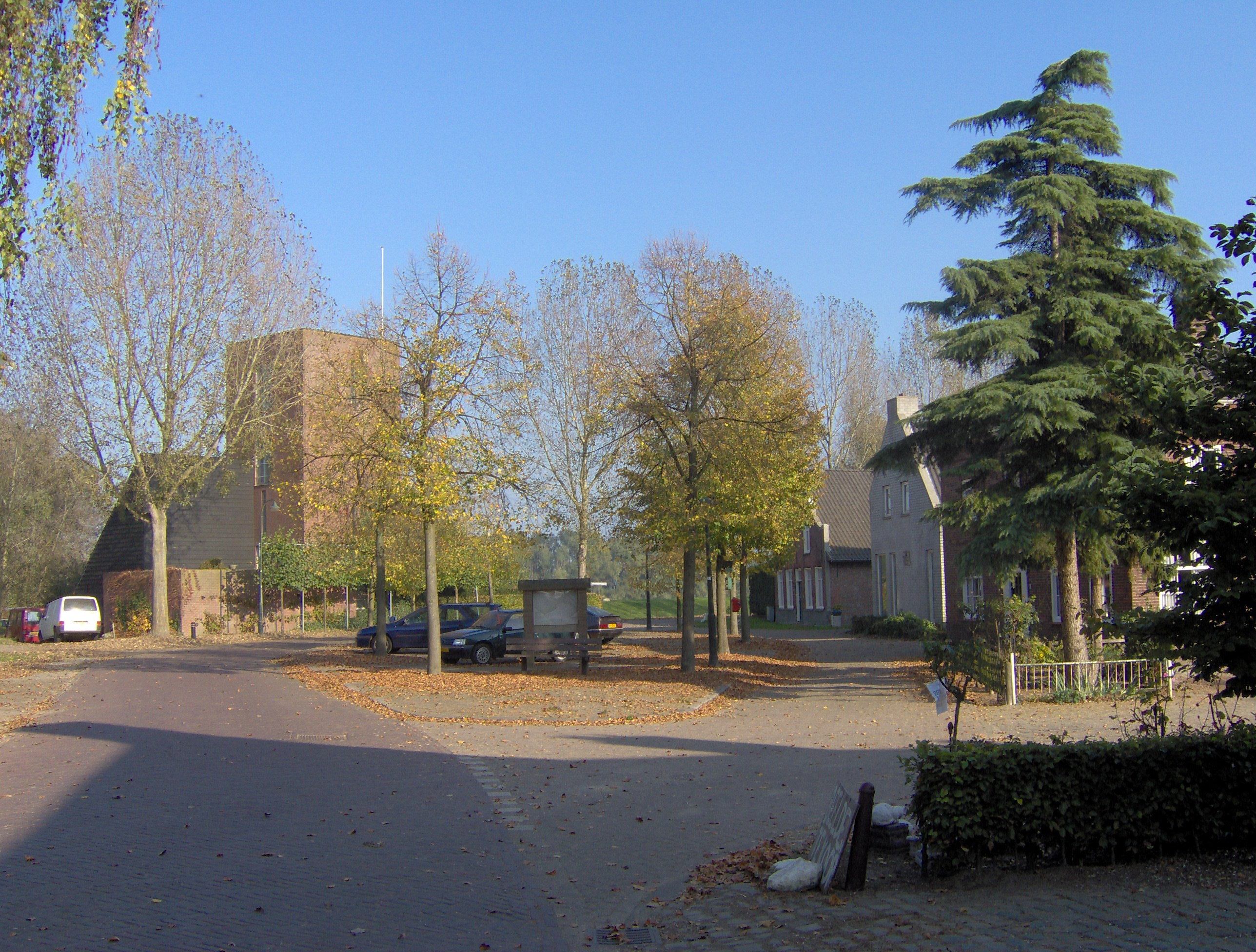
Drie Koningenplein

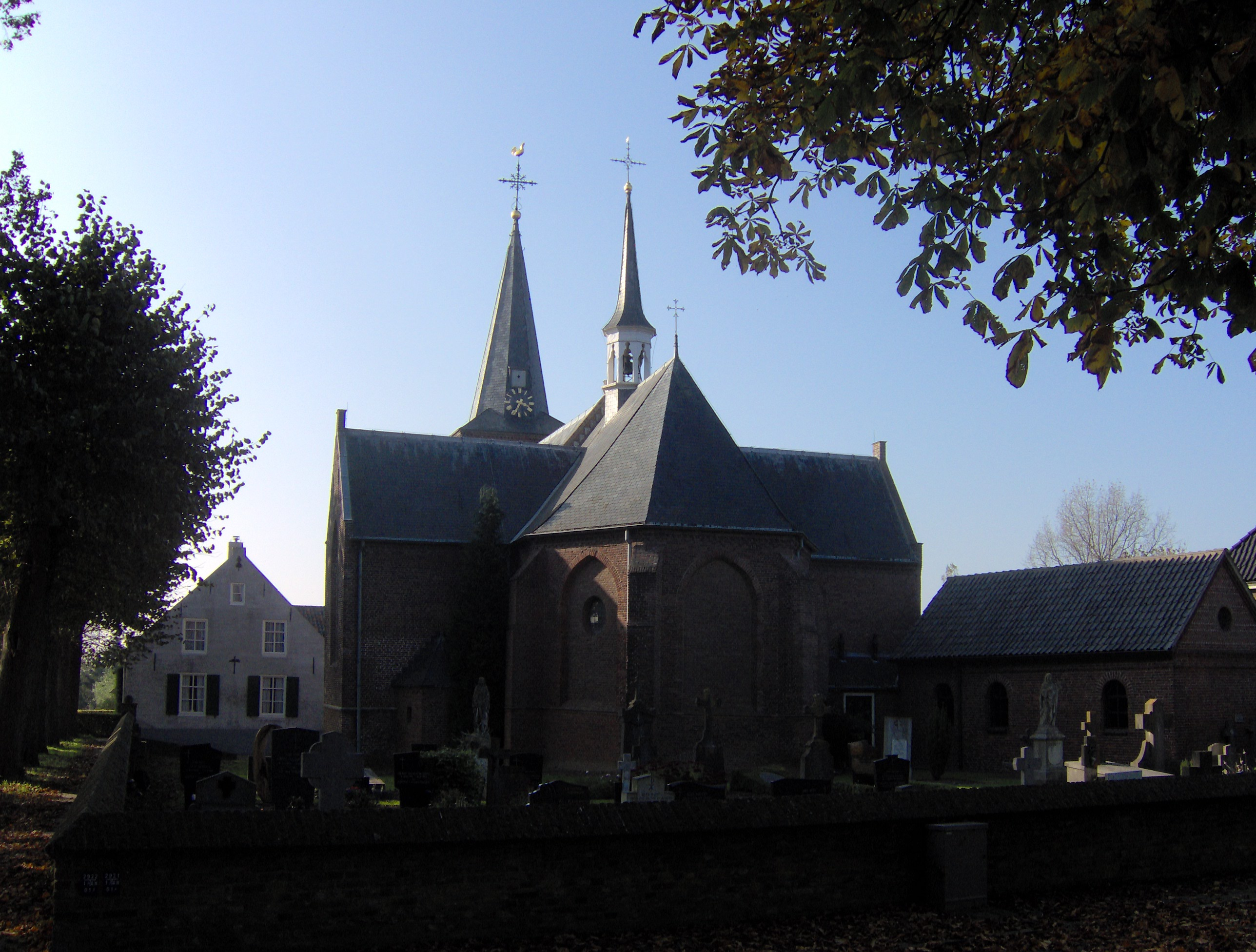
Kerk Bokhoven

Vanaf het midden van de 20e eeuw is Bokhoven van een gemeenschap van landbouwers, vissers en schippers geleidelijk veranderd in een forenzendorp. Ook het landschap rond het plaatsje veranderde mee. Het oude haventje werd gedempt. Door ruilverkaveling verdwenen de vele kleine percelen met hun karakteristieke houtwallen. In juli 1984 knakte een storm de dubbele rijen monumentale Canadese populieren aan weerszijden van de dijk naar Engelen als luciferhoutjes, een kaalgeslagen land achterlatend. Wat er aan beplanting resteerde, ging door de dijkverhoging na de watersnooddreiging van 1995 teniet. Deze schade is ten dele gerepareerd door verschillende herplantingsprojecten die de gemeente 's-Hertogenbosch in samenwerking met de bewoners liet uitvoeren, vooral in de dorpskom zelf. Daar de nieuwbouw bescheiden gehouden werd (men mag maximaal één huis per jaar erbij bouwen), bleef het landelijke karakter van het dorp behouden.

## Bezienswaardigheden
- Muurresten van het Kasteel van Bokhoven, zetel van de heer en later de graaf. Gebouwd omstreeks 1365. Verwoest in 1398, 1672 en 1794.
- Antonius Abtkerk. Het oudste deel stamt uit begin 15e eeuw. Het kerkje bevat het 17e-eeuwse marmeren praalgraf van graaf Engelbert II van Immerzele en gravin Helena van Montmorency, een werk uit 1650 van Artus Quellinus. Op het kerkhof bevinden zich het grafmonument van J.Th.M. van Heijst-Dickens en het grafmonument van de familie Van der Leeden-Nefkens.
- Sint-Corneliuskapel aan de Graaf Engelbertstraat, uit 1946. met rustaltaar.
- Mariakapelletje uit 1942, aan de Sint-Corneliusweg.

Zie ook:
- Lijst van rijksmonumenten in Bokhoven
- Lijst van gemeentelijke monumenten in Bokhoven

## Natuur en landschap
Bokhoven is gelegen aan de Maas. Ooit was er een haventje en een veerpont van Bokhoven naar Ammerzoden, maar deze is opgeheven. Het dorp is omgeven door landbouwgebieden.

## Verenigingsleven
De carnavalsnaam van Bokhoven is: Zeuve Stroate Durp, waarmee aangegeven wordt dat het om een klein dorp gaat.

## Nabijgelegen kernen
Engelen, Haarsteeg, Hedikhuizen. Ammerzoden op de noordoever van de Maas, is niet meer rechtstreeks te bereiken.